# Bellator 112
Bellator CXII é um evento de artes marciais mistas promovido pelo Bellator MMA, é esperado para ocorrer em 14 de março de 2014 no The Horseshoe em Hammond, Indiana.

## Background
O Bellator 112 contará com a primeira defesa do Cinturão Peso Pena do Bellator de Daniel Straus. Ele irá enfrentar o ex-campeão Pat Curran em uma revanche. Isso gerou muitas criticas ao Bellator pelos especialistas de MMA e fãs, como muitos disseram que Curran, havia perdido sua luta anterior para Straus e não venceu nenhum torneio para a revanche, não tinha feito o suficiente para ganhar a chance pelo título sobre os vencedores de torneios que estão aguardando a chance Patrício Freire e Magomedrasul Khasbulaev.
O card também contará com as Quartas de Final do Torneio de Meio Médios.

## Ligações Externas
1. ↑  Pelo Cinturão Peso Pena do Bellator.
2. ↑  Quartas de Final do Torneio de Meio Médios da 10ª Temporada.
3. ↑  Quartas de Final do Torneio de Meio Médios da 10ª Temporada.
4. ↑  Quartas de Final do Torneio de Meio Médios da 10ª Temporada.
5. ↑  Quartas de Final do Torneio de Meio Médios da 10ª Temporada.